# Leonid Taranenko
Leonid Arkadjevitj Taranenko (ryska: Леонид Аркадьевич Тараненко), född 13 juni 1956 i Malaryta i Vitryska SSR, är en sovjetisk/vitrysk före detta tyngdlyftare. Han vann en guldmedalj i tungvikt vid olympiska sommarspelen 1980 i Moskva och en silvermedalj i supertungvikt 1992 i Barcelona. Taranenko satte 19 världsrekord mellan 1979 och 1988.

## Biografi
Taranenko var en kandidat för att komma med i det sovjetiska tyngdlyftningslandslaget redan 1975 och han tog brons i tungvikt vid sovjetiska mästerskapen 1977. Det stora internationella genombrottet kom 1980 då han tog guld i OS, VM och EM i tungviktsklassen. Taranenko var favorittippad inför olympiska sommarspelen 1984 men då Sovjetunionen bojkottade spelen tävlade han istället i Vänskapsspelen i Varna där han vann med en totalvikt på 442,5 kg, ett nytt världsrekord och 52,5 kg mer än segervikten vid tävlingarna i Los Angeles.
1985 gick Taranenko upp en viktklass och började tävla i supertungvikt. Han tog silvermedaljer vid EM 1985 och 1986 samt vid VM i Ostrava 1987. 1988 tog Taranenko guld vid EM i Cardiff men han missade OS på grund av skador. I november samma år satte Taranenko världsrekord med 266 kg i stöt och 475 kg totalt vid en tävling i Canberra. Stötrekordet på 266 kg är fortfarande (2017) den tyngsta vikt som lyfts vid en tyngdlyftningstävling någonsin, men är inte längre officiellt världsrekord då viktklasserna omstrukturerades under 1990-talet.
Taranenko vann VM 1990 och EM 1991 och vid de olympiska spelen 1992 tog han en silvermedalj. Efter att ha vunnit EM-guld 1996 men misslyckats med att kvala till olympiska sommarspelen 1996 avslutade Taranenko lyftarkarriären och började arbeta som tränare. Han var huvudtränare för det indiska tyngdlyftningslandslaget och coachade bland annat bronsmedaljören Karnam Malleswari under olympiska sommarspelen 2000. Han avskedades dock i augusti 2004 efter att två av de indiska tyngdlyftarna åkt fast för doping.